# Prêmio Guillem Nicolau
O prêmio "Guillem Nicolau" é um concurso literário em língua catalã convocado com periodicidade anual pelo Departamento de Cultura do Governo de Aragão para fomentar e difundir a criação literária em catalão. O prêmio outorga-se por uma obra literária inédita em qualquer gênero (narrativa, poesia, teatro, ensaio, tradução, etc.) que se tem que apresentar explicitamente segundo a convocação do prêmio. O nome do prêmio é em honra do humanista aragonês do século XIV Guillem Nicolau.

## Ganhadores do Prêmio Guillem Nicolau
- 1993 (como Premi Arnal Cavero): Seminário de Filologia Românica da Universidade de Heidelberg.
- 1995: Màrio Sasot Escuer.
- 1997: Juli Micolau i Burgués, por Manoll.[1]
- 1998: Hèctor B. Moret.
- 1999: Josep San Martín Boncompte.
- 2002: Susanna Barquín, por L'aventura do desig.
- 2003: Xavier Terrado, por Mediterrània/Diàleg da cordialitat.[2]
- 2004: José Miguel Gràcia Zapater, por Vers a vers a Barcelona.[3]
- 2006: Susana María Antolí Tello, por Tornem a ser menuts!.
- 2007: José Miguel Gràcia Zapater, por Dietari em groc.
- 2008: Juli Micolau i Burgués, por De um sol esclop.
- 2009: Marta Momblant Beiras, pela venda de l'hereva.
- 2010: Mercedes Llop Alfonso, por Ressó em l'obscuritat.[4]
- 2011: Carles Terès Bellès, por Licantropia.
- 2010: Merxe Llop Alfonso, por Ressó en l'obscuritat.[5]
- 2011: Carles Terés, por Licantropia.
- 2017: Mario Sasot Escuer, por Espills Trencats.[6]
- 2018: Marta Momblant Ribas, por Arbàgel. Un revolt d’amor.[7]
- 2020: Merxe Llop Alfonso, por Sílverti.[8]
- 2021: Lluis Rajadell Andrés, por Terra Agra.[9]
- 2022: Marta Momblant Ribas, por Dona lletra aigua.[10]